# Chiesa dell'Assunzione di Maria (Mariupol')
La chiesa dell'Assunzione di Maria era una chiesa in stile neorusso situata nella città di Mariupol (italianizzato in "Mariopoli") in Ucraina.

## Storia

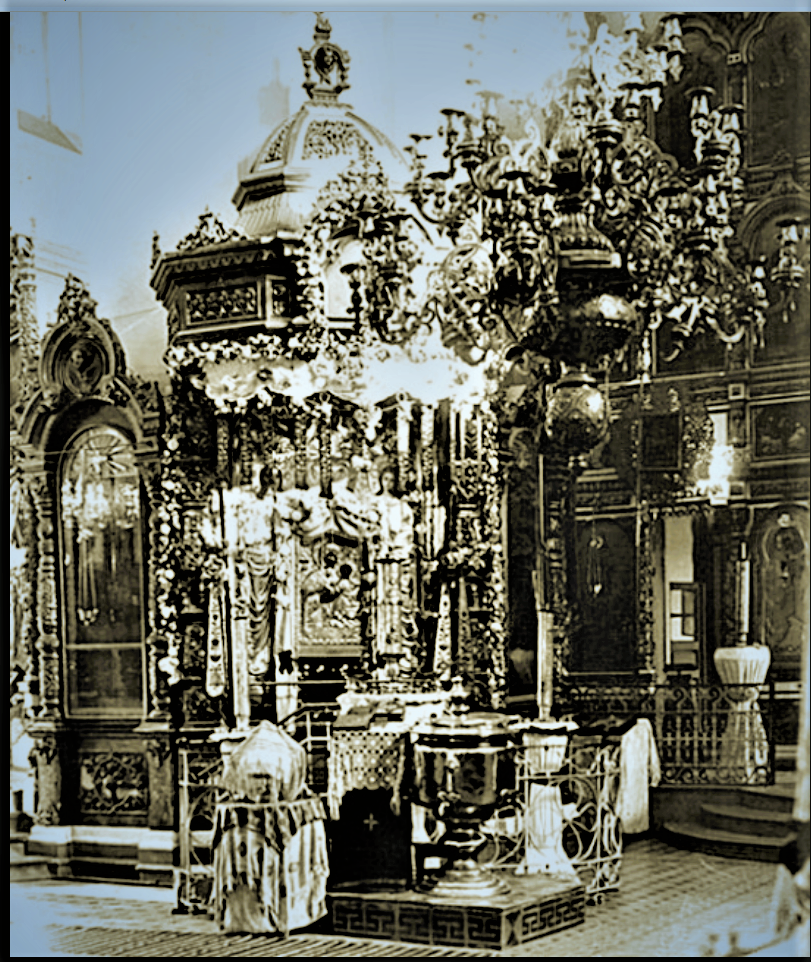
L'icona di Maria Odigitria nella chiesa dell'Assunzione di Maria a Mariupol'

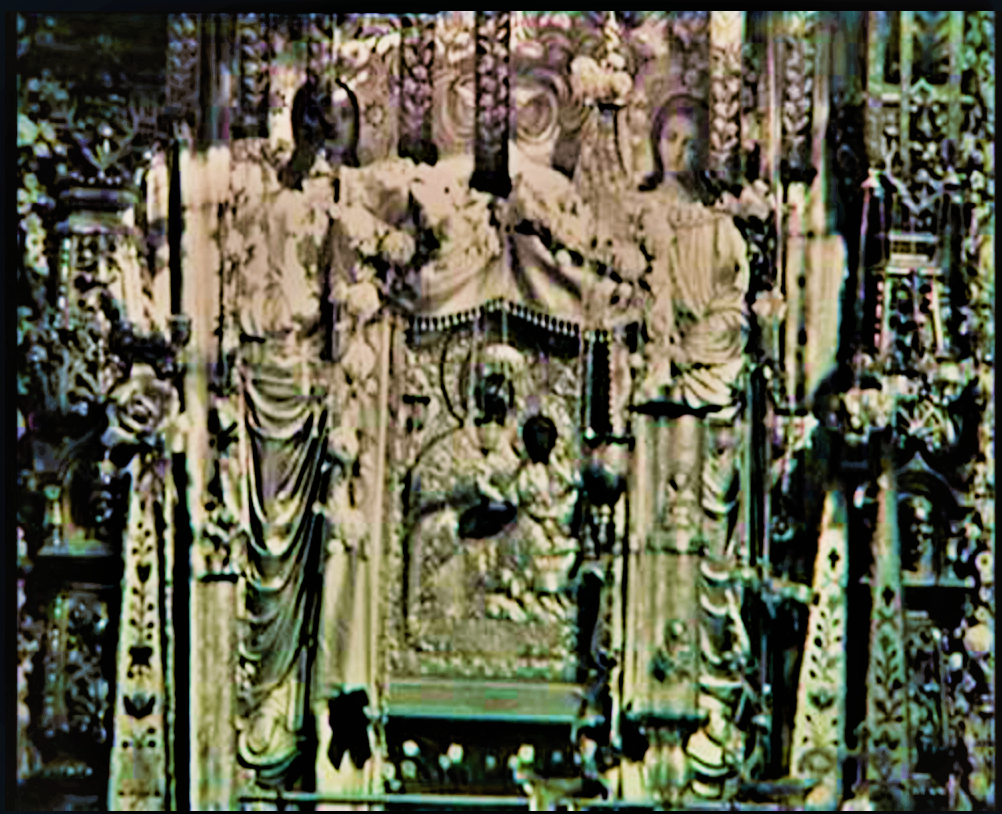
L'icona di Maria Odigitria

Una prima chiesa in legno fu costruita intorno al 1780 dal metropolita Ignazio. Dopo 14 anni, l'edificio in legno cadde in rovina. Tra il 1880 e il 1887 al suo posto venne edificato un edificio in pietra, e consacrato nel 1887. Questa seconda chiesa fu distrutta nel 1936.
Nella chiesa si trovava l'icona processionale di Maria Odigitria nota anche come Madre di Dio di Mariupol' (Bakhcysaray), Vergine Odigitria, Theotókos Odigitria. Era considerata un'icona miracolosa.